# Nganglam
Nganglam är en ort i Bhutan.   Den ligger i distriktet Samdrup Jongkhar, i den sydöstra delen av landet, 180 km öster om huvudstaden Thimphu. Nganglam ligger 145 meter över havet och antalet invånare är 707.
Terrängen runt Nganglam är varierad. Runt Nganglam är det tätbefolkat, med 319 invånare per kvadratkilometer.. Det finns inga andra samhällen i närheten.
Omgivningarna runt Nganglam är en mosaik av jordbruksmark och naturlig växtlighet.